# Nicola Blackwood
Nicola Blackwood, née le 16 octobre 1979 à Johannesburg en Afrique du Sud, est une femme politique britannique, membre du Parti conservateur et sous-secrétaire d'État parlementaire à la Santé de 2019 à 2020.

## Biographie
Diplômée du St Anne's College, du Somerville College et de l'Emmanuel College, elle devient en 2010 députée de la circonscription d'Oxford West et Abington. Elle le reste jusqu'en 2017.
De 2016 à 2017, elle est sous-secrétaire d'État parlementaire à la Santé publique et à l'Innovation dans le gouvernement de Theresa May. 
En 2019, elle est nommée sous-secrétaire d'État parlementaire à la Santé et est créée pair à vie à la Chambre des lords avec le titre de baronne Blackwood de North Oxford.